# Penne-d'Agenais
Penne-d'Agenais is een gemeente in het Franse departement Lot-et-Garonne (regio Nouvelle-Aquitaine). De plaats maakt deel uit van het arrondissement Villeneuve-sur-Lot. Penne-d'Agenais telde op 1 januari 2022 2.495 inwoners.
Penne-d'Agenais is lid van Les Plus Beaux Villages de France.

## Geografie
De oppervlakte van Penne-d'Agenais bedroeg op 1 januari 2022 46,71 vierkante kilometer; de bevolkingsdichtheid was toen 53,4 inwoners per km².

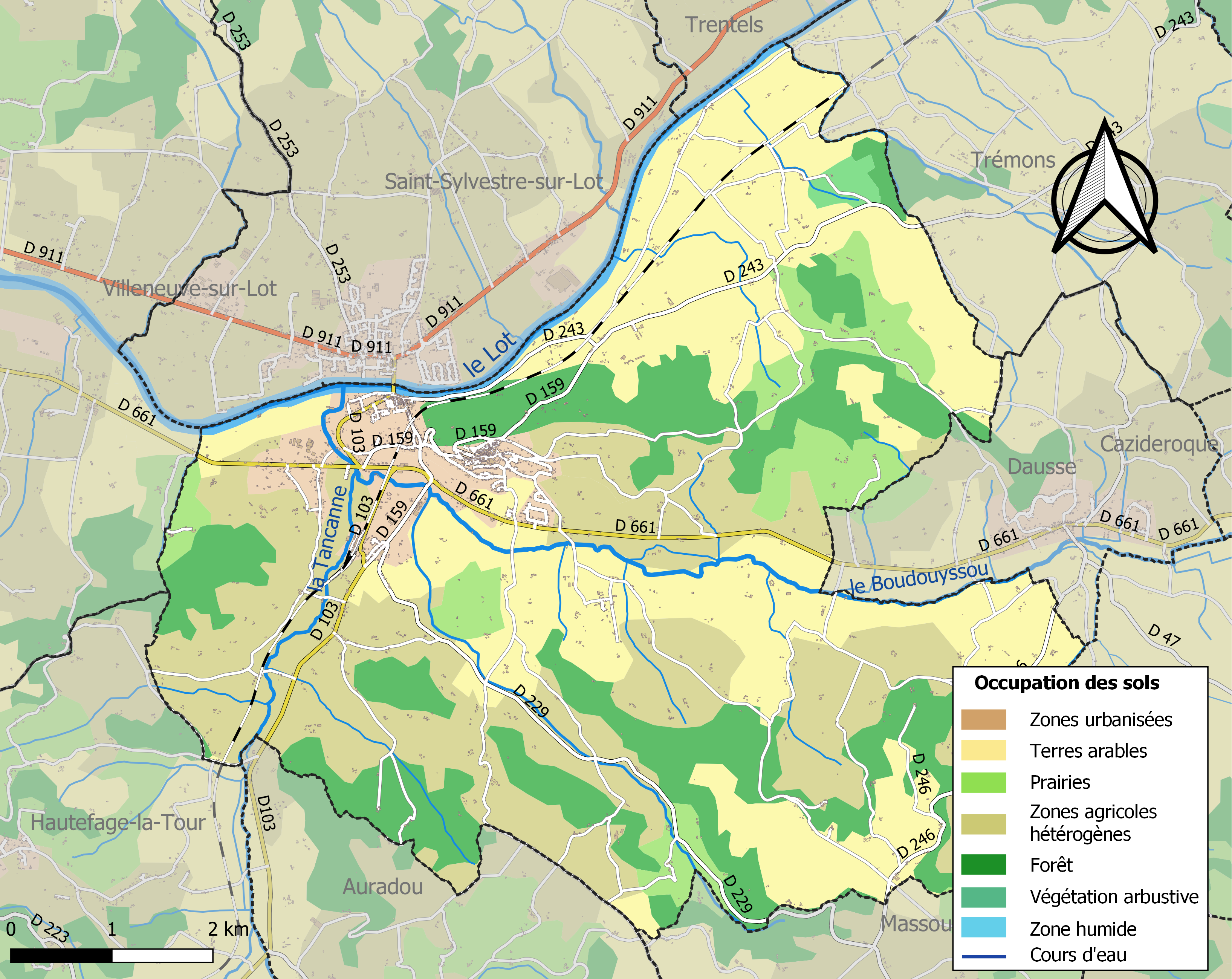
Kaart van de gemeente met de belangrijkste infrastructuur, bodemgebruik en omliggende gemeenten

## Verkeer en vervoer
In de gemeente ligt spoorwegstation Penne.

## Demografie
Onderstaande figuur toont het verloop van het inwonertal (bron: INSEE-tellingen).